# Хавајци
Хавајци или Хавајски домороци је назив за полинежанску етничку групу која настањује Хаваје.
Према подацима америчке канцеларије за попис становништва за 2000. годину, тренутно на територији САД има око 476.000 људи који се изјашњавају као Хавајци. Две трећине живе на Хавајима, а остатак на матичној територији САД, углавном у Калифорнији и Невади.